# Diplusodon saxatilis
Diplusodon saxatilis är en fackelblomsväxtart som beskrevs av A. Lourteig. Diplusodon saxatilis ingår i släktet Diplusodon och familjen fackelblomsväxter. Inga underarter finns listade i Catalogue of Life.